# Graafschap Cilli
Het graafschap Cilli was een graafschap binnen het Heilige Roomse Rijk
Omstreeks 1130 was de burcht Cilli in Slovenië zetel van de markgraven van Saunien. Later viel Cilli aan de graven van Heunberg uit Karinthië en van deze in 1322 en 1333 aan de vrijheren van Sannegg uit Stiermarken. Deze heren werden op 16 april 1341 door keizer Lodewijk de Beier tot graaf van Cilli verheven. De leensheerlijkheid Lemberg van het bisdom Gurk werd deel van het graafschap Cilli. In 1372 werd de belening vernieuwd door keizer Karel IV.
In 1399 verwierven de graven het graafschap Zagonien. Sinds 1406 noemden ze zich ban van Kroatië, Dalmatië en Slavonië. In 1422 erfden ze de goederen van de graven van Ortenburg in Karinthië en Krain (Gottschee, graafschap Ortenburg, graafschap Sternberg). Na het huwelijk van Barbara van Cilli met keizer Sigismund werden de graafschappen Ortenburg, Sternberg en Cilli op 20 november 1436 tot rijksgraafschap verheven en de graaf in de rijksvorstenstand (vorstelijke graven). 
Op 19 november 1456 werd Ulrich II van Cilli, die de facto regent van Oostenrijk was, vermoord. Na een lange strijd viel zijn erfenis aan Oostenrijk. Het graafschap ging vervolgens deel uitmaken van het hertogdom Stiermarken.